# Niederländisch-Indonesische Union
Die für 1949 vereinbarte Niederländisch-Indonesische Union, auch Holländisch-Indonesische Union genannt, war der Versuch der Niederlande, ihre ehemalige Kolonie Niederländisch-Indien (Indonesien) auch über die Gewährung der Unabhängigkeit hinaus zumindest im Rahmen einer Personalunion konföderativ weiter an die Niederlande zu binden. Sie war jedoch weniger effektiv als die etwa gleichzeitige Französische Union und weniger andauernd als das British Commonwealth. Die lose Union scheiterte vor allem am Streit um Niederländisch-Neuguinea und wurde 1954 von Indonesien gekündigt.

## Ausgangssituation
In dem nach dem Abzug der japanischen Besatzungstruppen 1945 ausgebrochenen Indonesischen Unabhängigkeitskrieg hatte die niederländische Politik des ständigen Wechsels zwischen Verhandlungsrunden (Linggadjati-Abkommen 1946/47, Renville-Abkommen 1948, Van-Rooijen-Roem-Abkommen 1949) und wiederholten Gegenoffensiven („Polizeiaktionen“ 1947 und 1948/49) militärisch zu einem Patt geführt; außenpolitisch gerieten die Niederlande zunehmend in die Isolation. Die Nationalisten der Republik Indonesien beherrschten den Großteil der bevölkerungsreichsten Inseln Java, Sumatra und Madura, während die Niederlande auf den übrigen Inseln mithilfe von Kollaborateuren eine föderative Republik der Vereinigten Staaten von Indonesien errichten wollten, die ihrerseits konföderativ mit dem Niederländischen Königreich (bestehend aus den Niederlanden, Suriname/Guayana und den Antillen) verbunden bleiben sollte. Die niederländische Regierung wollte sich so weiterhin die Kontrolle über Sicherheits-, Außen- und Wirtschaftspolitik Indonesiens sichern.

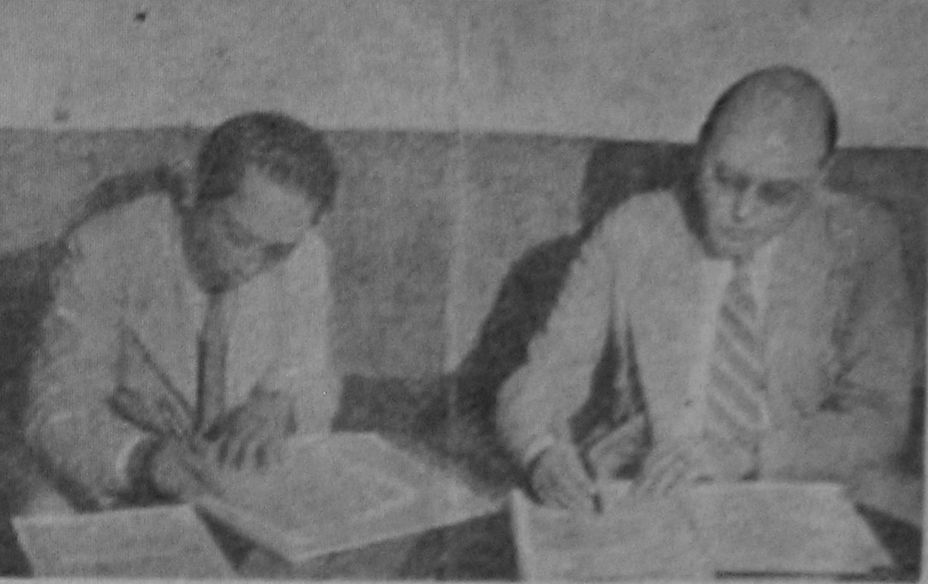
Schon im Linggadjati-Abkommen hatten Indonesiens Premier Sutan Syahrir und der niederländische Premier Wim Schermerhorn (rechts) 1946 eine Personalunion geplant

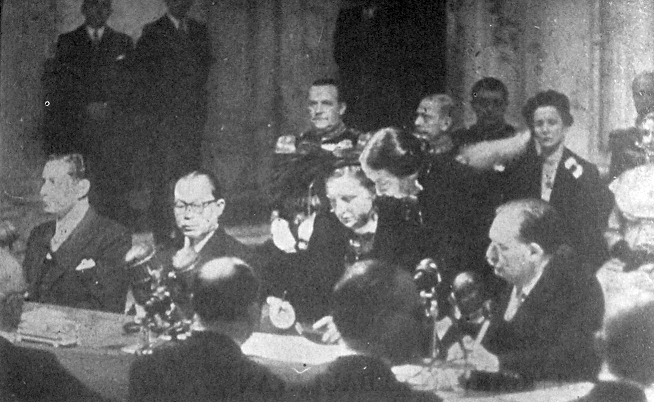
Königin Juliana und Mohammad Hatta unterzeichnen 1949 das Haager Abkommen

Mit dem „gemäßigten“ Flügel der indonesischen Nationalisten um Premier und Vizepräsident Mohammed Hatta vereinbarte die niederländische Regierung unter Willem Drees auf einer Round-Table-Konferenz in ’s-Gravenhage (Den Haag) 1949 einen von dem US-Diplomaten Merle Cochran vermittelten Waffenstillstand und einen Betritt der Republik Indonesien zu den Vereinigten Staaten von Indonesien. Diese Republik der Vereinigten Staaten von Indonesien sollte die Unabhängigkeit erhalten, doch für eine Übergangszeit weiterhin eine Union mit den Niederlanden bilden. Gemeinsames Staatsoberhaupt sollte die niederländische Königin Juliana werden. Bereits im Linggadjati-Abkommen von 1946 hatten beide Seiten vereinbart, ab Januar 1949 eine solche Union zu schaffen.

## Probleme der Union
Im Dezember 1949 wurde Indonesien unabhängig, und die Union mit den Niederlanden trat in Kraft. Indonesien war auf die Unabhängigkeit jedoch sehr schlecht vorbereitet. Das niederländische Schulsystem hatte nur eine sehr kleine europäisch gebildete Elite herangebildet, von zu der Zeit schon deutlich über 70 Millionen Einwohnern hatten gerade einmal 591 einen Universitätsabschluss. Es mangelte sowohl an Managern als auch an Staatsbeamten. Ohne genügend einheimische Manager und einheimisches Kapital war eine Nationalisierung der niederländischen Plantagen, Fabriken, Ölfelder und Banken nicht möglich, so dass auch nach der Unabhängigkeit die wichtigsten Wirtschaftszweige in niederländischer (z. T. auch in britischer, australischer und US-amerikanischer) Hand blieben. Um den Verwaltungsapparat arbeitsfähig zu halten, blieben zudem 17.000 niederländische Beamte und Berater im Land. Die noch im Linggadjati-Abkommen von 1946 vereinbarten gemeinsamen Unionsorgane, die während der Übergangszeit die Außenpolitik, den Außenhandel und die Währungspolitik koordinieren sollten, waren im Unionsvertrag von 1949 nicht mehr vorgesehen. Die Union besaß lediglich ein Sekretariat. Direktor dieses Sekretariats (Generalsekretär) war der Niederländer Petrus Johannes Abraham Idenburg, dessen Vater Alexander Willem Frederik Idenburg einst Generalgouverneur von Niederländisch-Indien gewesen war.
Anders als etwa in der Französischen Union wurde keine gemeinsame Unionsstaatsbürgerschaft geschaffen, es wurde aber die Gleichbehandlung der Staatsbürger der Niederlande und Indonesiens im jeweils anderen Land vereinbart. Mittel- und langfristig hätte sich daraus für die Niederlande das Problem der Einwanderung von Millionen Indonesiern, die auch das Wahlrecht in Anspruch nehmen, ergeben können. 1949 hatten die Niederlande kaum 10 Millionen Einwohner, Indonesien hingegen bereits über 76 Millionen.

Theoretisch sollte Königin Juliana – ähnlich dem Commonwealth – gemeinsames Staatsoberhaupt sowohl der Niederlande als auch Indonesiens sein, doch Indonesien betonte seine Souveränität sowie seinen republikanischen Charakter, und noch 1949 hatte sich Sukarno zum Präsidenten Indonesiens wählen lassen. Innerhalb der föderativen Republik der Vereinigten Staaten von Indonesien dominierte die nationalistische Republik Indonesien, und schon 1950 wandelte Präsident Sukarno die Föderation in einen Einheitsstaat um. Die Niederlande waren jedoch nicht bereit, nach dem Zusammenbrechen der indonesischen Föderation dem indonesischen Einheitsstaat auch noch West-Neuguinea, das im Haager Abkommen von 1949 zunächst ausgeklammert worden war (Klärung innerhalb eines Jahres), zu überlassen, und boten lediglich eine Unterstellung West-Neuguineas unter die Zuständigkeit der Union an, was faktisch die Fortdauer der niederländischen Herrschaft bedeutet hätte. Auf dem Verhandlungswege konnte keine Lösung erzielt werden, am Streit über West-Neuguinea zerbrach allmählich die Union.

## Ende und Auflösung
Im August 1954 kündigte Präsident Sukarno die Union einseitig auf; im September 1955 verkündete auch Königin Juliana in einer Thronrede das bevorstehende Ende der Union. Die niederländische Regierung (Kabinett Drees II) machte ihre Zustimmung zur Auflösung der Union von der Regelung bestimmter Wirtschafts- bzw. Finanzangelegenheiten abhängig, wie z. B. der Schuldenfrage, fortgesetzter Investitionsschutz für niederländische Unternehmen. Bis Februar 1956 wurden noch diesbezügliche Verhandlungen bzw. Verhandlungen über eine Abänderung des Unionsvertrages geführt, die angesichts des weiterhin ungelösten Streits um West-Neuguinea aber ergebnislos verliefen. Daraufhin proklamierte das indonesische Parlament auch formal das Ende der Union und das Auslaufen aller bilateralen Abkommen mit den Niederlanden. In den Niederlanden wurde 1956 das Generalsekretariat aufgelöst und die Union aus der Verfassung gestrichen.